# Buprestis sulcicollis
Buprestis sulcicollis es una especie de escarabajo del género Buprestis, familia Buprestidae. Fue descrita científicamente por LeConte en 1860.
La larva se alimenta de pinos. Habita el noreste de América del Norte.